# أسرى الحرب الإيطاليون في الاتحاد السوفيتي

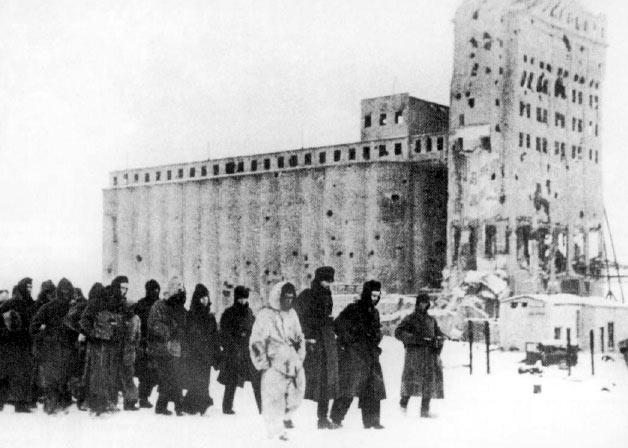

أسر الجيش الأحمر السوفياتي أكثر من 60,000 من أسرى الحرب الإيطاليين في الحرب العالمية الثانية. ألقي القبض على أغلبهم تقريباً أثناء الهجوم السوفياتي الحاسم «أوبيرايشن ليتل ساتورن» في ديسمبر 1942 حيث سحق الجيش الإيطالي في روسيا.